# 曾昭真
鲁迪安托·曾（1958年5月27日—），本名曾昭真，印度尼西亚政治人物。他是印度尼西亚斗争民主党干部，2019至2024年属邦加-勿里洞选区。他是人民代表会议第一委员会的成员。